# Pelle Svanslös

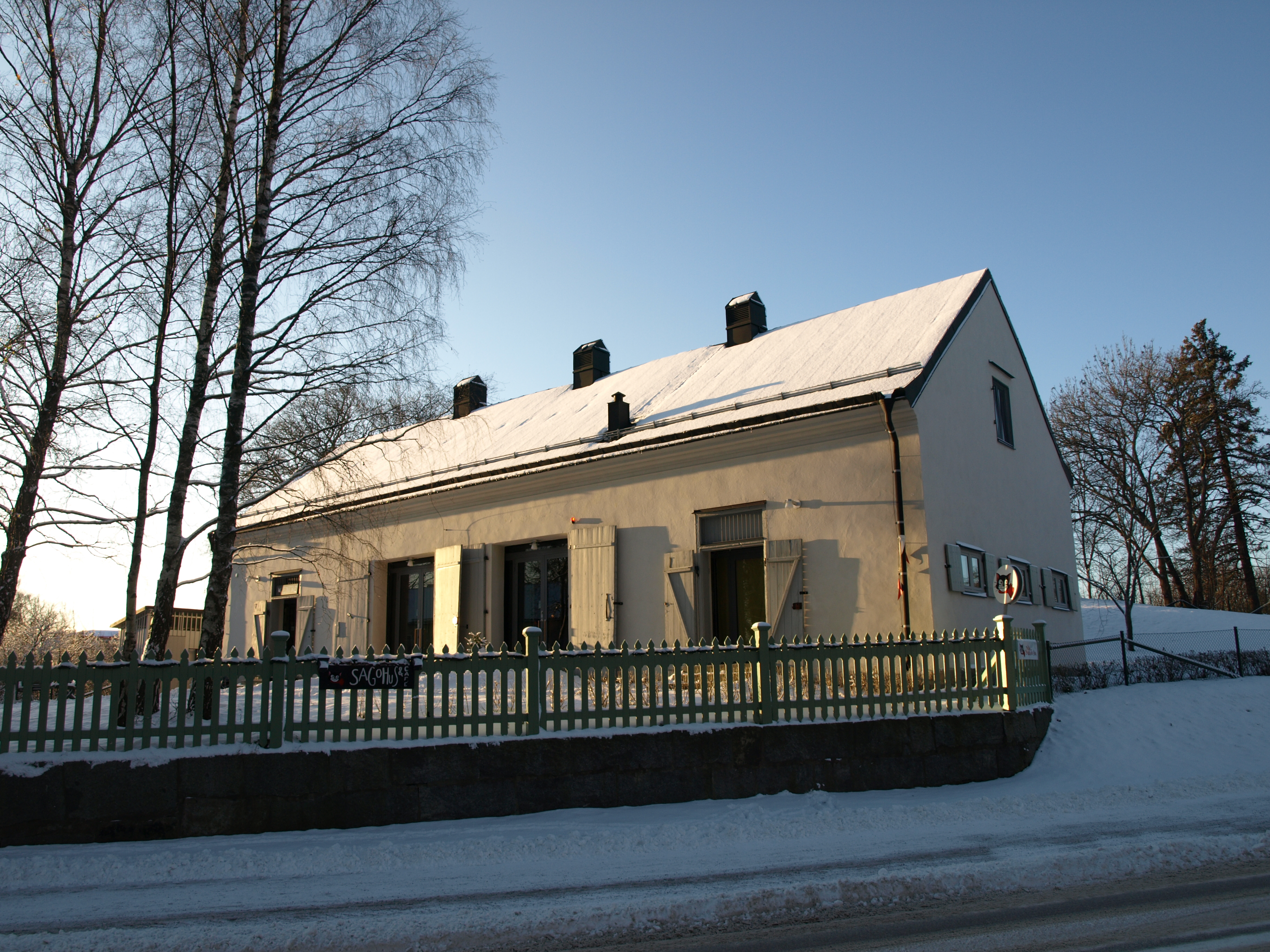
La « maison de Pelle Svanslös », à Uppsala.

Pelle Svanslös (« Pierre Sans-Queue ») est un personnage de fiction créé par l'écrivain suédois Gösta Knutsson en 1939. C'est un chat anthropomorphe gris qui, comme son surnom l'indique, n'a pas de queue. Il vit à Uppsala.

## Livres
Knutsson a écrit treize livres ayant Pelle Svanslös pour héros jusqu'à sa mort, en 1973. À l'exception du dernier, ils sont tous illustrés par Lucie Lundberg.
- 1939 : Pelle Svanslös på äventyr
- 1940 : Pelle Svanslös på nya äventyr
- 1941 : Pelle Svanslös i Amerika
- 1942 : Pelle Svanslös Klarar sig
- 1943 : Hur ska det gå för Pelle Svanslös?
- 1944 : Pelle Svanslös och Taxen Max
- 1945 : Pelle Svanslös i skolan
- 1946 : Heja Pelle Svanslös
- 1947 : Pelle Svanslös och Maja Gräddnos
- 1948 : Trillingarna Svanslös
- 1951 : Alla tiders Pelle Svanslös
- 1957 : Pelle Svanslös och julklappstjuvarna
- 1972 : Pelle Svanslös ger sig inte

## Films
- 1981 : Peter le chat (Pelle Svanslös), réalisé par Jan Gissberg et Stig Lasseby
- 1985 : Polo en Amérique (Pelle Svanslös i Amerikatt), réalisé par Jan Gissberg et Stig Lasseby
- 1997 : Pelle Svanslös, réalisée par Mikael Ekman (série télévisée)
- 2000 : Pelle Svanslös och den stora skattjakten, réalisé par Mikael Ekman
- 2020 : Peter le chat, réalisé par Christian Ryltenius